# ینگی کند (ملایر)
ینگی کند یک روستا در بخش جوکار شهرستان ملایر ‌است